# Тропа Голицына
Тропа Голицына (Соколиная тропа) — горная тропа, вырубленная на склоне горы Коба-Кая в Крыму, расположена вдоль береговой линии к юго-западу от посёлка Новый Свет. Проложена в 1912 году к приезду императора Николая II по приказу князя Льва Сергеевича Голицына. В настоящее время — популярный экскурсионный маршрут.

## История
Тропа была возведена по приказу князя Голицына к приезду царя Николая II. Последний посетил имение Льва Сергеевича в 1912 году с семьёй. Считается, что именно после визита царя в селение Парадиз (от фр. Paradis — «рай»), где князь скупил земли, чтобы заниматься виноделием, посёлок и получил своё нынешнее название — Новый Свет. После прогулки по обустроенной Голицыным тропе Николай II попробовал шампанское местного производства и заявил, что увидел жизнь в новом свете. А тропа, по которой он гулял, была названа тропой Голицына.

## Описание маршрута

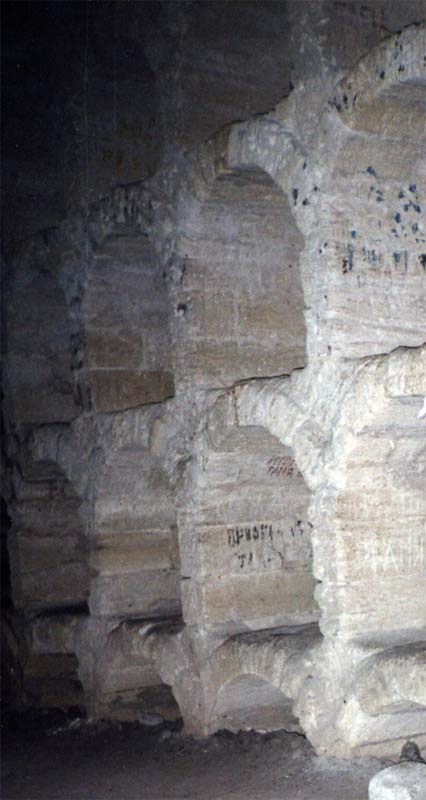
Стеллажи для вина

Тропа Голицына берёт начало на юго-западном берегу Зелёной бухты (старое название - Судак-Лиманская). Начальная часть маршрута простирается под северным склоном горы Коба-Кая, также известной как Пещерная. Так названа она потому, что в ней много полостей. Одна из таких полостей составляет грот Голицына.

### Грот Голицына
Грот Голицына (Эстрадный грот, грот Шаляпина) — крупный естественный грот, выбитый морскими волнами в горе Коба-Кая (Пещерная). Высота грота ~25-30 метров, ширина — до 17 м. В средние века в нём находился христианский пещерный монастырь. Вплоть до XIX века на одной из его стен сохранялись остатки росписи. Позднее здесь была винотека Голицына. Каменные арки — хранилища для шампанского, сохранились до наших дней. В глубине грота видна эстрада для музыкантов. Здесь же в полу вырыт небольшой колодец, где постоянно собирается чистая родниковая вода.
Считается, что на каменной эстраде в этом гроте пел сам Шаляпин, существует даже легенда, что от сильного голоса последнего разбился бокал с шампанским. Поэтому грот был назван в его честь, а также одна из улиц посёлка, хотя по другим источникам известно, что великий русский оперный певец никогда не посещал Новый Свет. Сейчас иногда на эстраде проводятся концерты, тоже с шампанским и фейерверком.

### Синяя бухта. Мыс Капчик

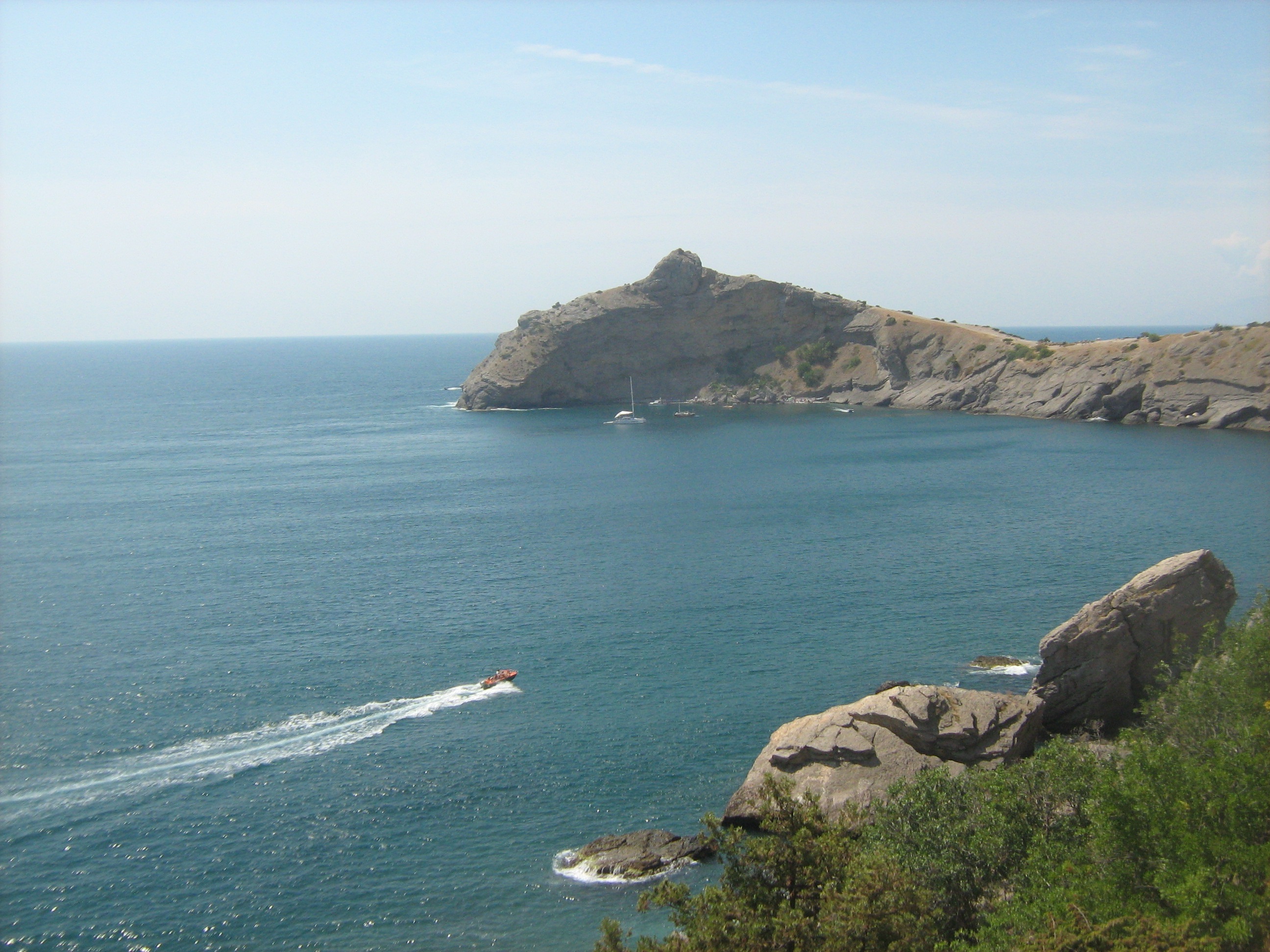
Мыс Капчик и Синяя бухта

После грота Голицына тропа ведет к южным склонам горы Коба-Кая. Далее она спускается и следует вдоль побережья Синей бухты. Синяя бухта, называемая также Разбойничья, ограничена с востока горой Коба-Кая, а с запада мысом Капчик. Во времена тавров и древних греков здесь, по легенде, прятались пиратские суда.
Мыс Капчик (мыс Хоба-Бурун, пещерный мыс, татарский. капчик — узкий длинный мешочек, который носили на поясе Дервиши) — узкий длинный мыс с узким перешейком; по происхождению — древний коралловый риф. Мыс разделяет Синюю и Голубую бухты. В средней части мыса имеется 78 метровый сквозной грот, который был закрыт для посещения до 2021 года .

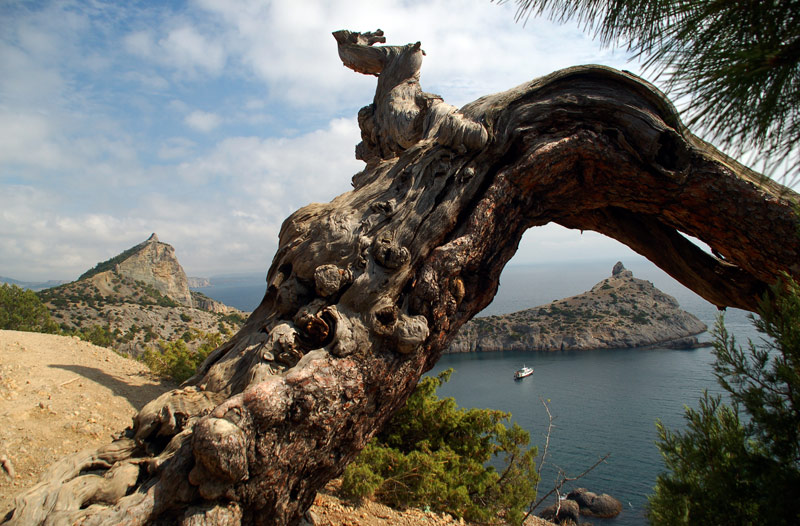
Голубая бухта, мыс Капчик

### Голубая бухта. Царский пляж
За мысом Капчик открывается вид на Голубую (Делилиманскую) бухту, которая с востока ограничена самим мысом Капчик, а с запада горой Караул-Оба. На побережье этой бухты расположен пляж, который облюбовали ещё царские особы, поэтому пляж и называется Царским. В настоящее время Царский пляж расположен на территории заповедника — заказника «Новый Свет». На мысе Капчик тропа Голицына переходит в Можжевеловую рощу, ведущую в центр посёлка «Новый Свет».

## В поэзии
Впечатления, связанные с тропой Голицына, отражены в стихах.
Море и скалы. Солнце и море.

Античным философам вторя,

Иду не спеша по разбитой дороге.

Обуты в сандалии босые ноги…

Покоен утром Новый Свет.

Над морем медленный рассвет,

В амфитеатре скал и гор,

Ночной грозе наперекор,

Залив и лодки рыбаков,

И жены, ждущие улов…

Полчаши темной бирюзы…

А мне — минувшего призы,

В корнях раскидистой сосны

(Сбылись мечтательные сны!

Потоками размыты черепки:

Обломок кирпича и битые горшки,

И перламутр моллюска средь золы,

Барашков обгорелые мослы,

И донце килика, и рукоять…

Здесь время обратилось вспять.

Тонка эпох связующая нить -

Её дано нам сохранить,

Как очагов погасших дым

Вдоль троп, пересекавших Крым…

В тени, у виноградного куста,

Под аркой старого моста,

Ступени, падающие вниз,

Ведут не в ад, но в Парадиз.

Старинный грот, а в нем родник

Устроил титулованный старик…

Здесь — по обычаю древней Эллады -

Вино разбавляю водою прохладной.

Вечные волны, скользящие рядом,

Я провожаю невидящим взглядом.

Виссарион Петербургский
…Тропинки каменной крутые повороты

   Ведут на дальний мыс, где сумрачные гроты,

   Плющом увитые, уходят в недра скал.

   А дальше за горой бескрайние просторы,

   Тут моря плещется расплавленный металл,

   И контур выгнутый синеет Ай-Тодора

Николай Лезин

## С.М. также
- Новый Свет (Крым)
- село Весёлое
- Голицын, Лев Сергеевич